# Marwa Hussein
Marwa Arafat Ahmed Hussein (in arabo مروة عرفات احمد حسين‎?; 19 giugno 1978) è un'ex martellista egiziana.
Ha rappresentato l'Egitto ai Giochi olimpici di Atene 2004. È stata detentrice del record africano del lancio del martello prima di Amy Sène. Nel 2010 è risultata positiva ad un test antidoping, venendo squalificata per due anni, sancendo la fine della sua carriera.

## Record nazionali
- Martello: 68,48 m ( Il Cairo, 18 febbraio 2005)

## Palmarès
| Anno | Manifestazione           | Sede         | Evento   | Risultato | Prestazione | Note |
| ---- | ------------------------ | ------------ | -------- | --------- | ----------- | ---- |
| 1998 | Africani                 | Dakar        | Martello | Argento   | 47,55 m     |      |
| 1999 | Giochi panafricani       | Johannesburg | Martello | Bronzo    | 55,25 m     |      |
| 1999 | Giochi panarabi          | Irbid        | Martello | Oro       | 58,97 m     |      |
| 1999 | Arabi                    | Beirut       | Martello | Oro       | 56,60 m     |      |
| 1999 | Arabi                    | Beirut       | Disco    | Argento   | 37,43 m     |      |
| 2000 | Africani                 | Algeri       | Martello | Argento   | 57,15 m     |      |
| 2001 | Arabi                    | Damasco      | Martello | Oro       | 61,48 m     |      |
| 2001 | Mondiali                 | Edmonton     | Martello | 30ª (q)   | 58,41 m     |      |
| 2001 | Giochi del Mediterraneo  | Tunisi       | Martello | 5ª        | 61,18 m     |      |
| 2001 | Giochi della Francofonia | Ottawa       | Martello | 6ª        | 58,46 m     |      |
| 2002 | Africani                 | Radès        | Martello | Oro       | 61,64 m     |      |
| 2003 | Mondiali                 | Parigi       | Martello | 20ª (q)   | 64,53 m     |      |
| 2003 | Arabi                    | Amman        | Martello | Oro       | 61,74 m     |      |
| 2003 | Giochi panafricani       | Abuja        | Martello | Oro       | 64,28 m     |      |
| 2003 | Giochi afro-asiatici     | Hyderabad    | Martello | Bronzo    | 60,60 m     |      |
| 2004 | Giochi olimpici          | Atene        | Martello | 38ª (q)   | 62,27 m     |      |
| 2004 | Africani                 | Brazzaville  | Martello | Oro       | 66,14 m     |      |
| 2004 | Giochi panarabi          | Algeri       | Martello | Oro       | 62,78 m     |      |
| 2005 | Arabi                    | Tunisi       | Martello | Oro       | 62,52 m     |      |
| 2005 | Giochi del Mediterraneo  | Almería      | Martello | 10ª       | 62,53 m     |      |
| 2006 | Africani                 | Bambous      | Martello | Oro       | 62,16 m     |      |
| 2007 | Arabi                    | Amman        | Martello | Oro       | 60,63 m     |      |
| 2007 | Giochi panarabi          | Il Cairo     | Martello | Oro       | 62,83 m     |      |
| 2007 | Giochi panafricani       | Algeri       | Martello | Oro       | 65,70 m     |      |
| 2008 | Africani                 | Addis Abeba  | Martello | Oro       | 62,26 m     |      |
| 2009 | Arabi                    | Damasco      | Martello | Oro       | 60,48 m     |      |
| 2009 | Giochi della Francofonia | Beirut       | Martello | 6ª        | 58,42 m     |      |
| 2010 | Africani                 | Nairobi      | Martello | Argento   | 62,36 m     |      |

## Altre competizioni internazionali
2002
- 9ª in Coppa del mondo ( Madrid) - lancio del martello - 58,49 m

2006
- 9ª in Coppa del mondo ( Atene) - lancio del martello - 60,23 m